# جون هندريك فان دالي
جون هندريك فان دالي (بالهولندية: Johan Hendrik van Dale)‏ هو أمين الأرشيف هولندي، ولد في 15 فبراير 1828 في سلاوس في هولندا، وتوفي في 19 مايو 1872 بسبب جدري.